# Yip Man

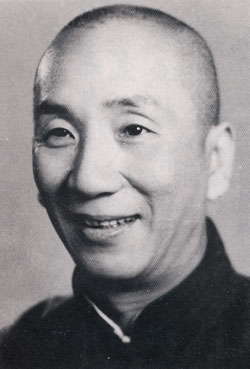
Yip Man – 葉問

Yip Man (chinesisch 葉問 / 叶问, Pinyin Yè Wèn, Jyutping Jip6 Man6, Yale Yip Man, kantonesisch Ip Man, amtlich: Ip Man  a); * 1. Oktober 1893 als 葉繼問 / 叶继问,  Yè Jìwèn, Jyutping Jip6 Gai3man6, Yale Yip Kai-man in Foshan, China; † 2. Dezember 1972 in Hongkong) wurde posthum als „Großmeister“ der südchinesischen Kampfkunst Wing Chun geehrt. Auf seine Lehre berufen sich heute viele Varianten dieser Kampfkunst. Yip Man selbst verzichtete zeit seines Lebens auf Titel wie „Meister“ oder „Großmeister“.

## Werdegang
Laut biographischen Ausführungen des Wing Chun Meisters Leung Ting erlernte Yip Man im Alter von 13 Jahren die bis dahin noch kaum verbreitete Kampfkunst Wing Chun von Chan Wah-shun (陳華順 / 陈华顺,  Chén Huáshùn), der von 1901 bis 1906 in einem Laden für Porzellan- und Steinzeugwaren (缸瓦店)  b) auf der damaligen Straße namens Lin Fa Dei (蓮花地大街 / 莲花地大街,  Liánhuādì Dàjiē) in Foshan arbeitete und Wing Chun-Schüler ausbildete. Spätere Lehrer Yip Mans waren Chans Schüler Ng Jung-su (吳仲素 / 吴仲素,  Wú Zhòngsù) und Leung Bik (梁璧,  Liáng Bì, 1845–1920), ein Sohn von Chans Lehrer Leung Jan (auch Leung Jaan 梁贊 / 梁赞,  Liáng Zàn). Leung Bik ist der zweite Sohn Leung Jans und der jüngere Bruder von Leung Chun (梁春,  Liáng Chūn). Er kam während der politisch instabilen Zeit der kaiserlichen Qing-Regierung (1644–1912) nach Hongkong, um Geschäfte in der Textilbranche zu machen.
Mit fünfzehn Jahren ging Yip Man nach Hongkong, um dort zur Schule zu gehen, verließ die Stadt jedoch für zwei Jahre wieder, um seine Ausbildung in der Kampfkunst zu beenden. Als Sechzehnjähriger traf 1909 Yip Man in Hongkong Leung Bik. In dieser Zeit wurde Yip Man dessen Kungfu-Schüler in Wing Chun. Yip Man arbeitete später auch einige Jahre als Ermittler für die Polizei in Südchina, bevor er Ende 1949 (Gründung der VR China am 1. Oktober) wieder nach Hongkong kam, um eine Wing-Chun-Schule in der Kowloon Restaurant Association zu eröffnen. Dieser folgten später noch weitere.
1966 wurde (alle bekannten Quellen geben dies so an) auf einen Vorschlag Yip Mans hin die Ving Tsun Athletic Association von seinem Sohn, Yip Chun, und sechs weiteren Schülern in Hongkong gegründet (Yip Man verwendete die Transkription Ving Tsun für die Kampfkunst, die in Europa häufig als Wing Chun transkribiert wird; siehe auch hier).
Yip Man unterrichtete Wing Chun erstmals in seiner Heimat Foshan, später in Hongkong. Dabei sind folgende Standorte der Räumlichkeiten bekannt:
- Association of Restaurant Workers of Hong Kong (im Hinterzimmer), Tai Nan Street, ⊙, Hongkong
- Wah Ying Restaurant, Stanley Street, ⊙, Central, Hongkong[5]
- Sam Tai Tze-Tempel, ⊙, Hongkong[6]
- Public Safety Union (die Schule in der Stanley Street wurde wegen zu vieler Schüler hierhin verlegt)
- Fo Shan Ving Tsun Club, Hai Tan Street, ⊙, Hongkong; diese wurde später in die Lee Tat Street  c) und schließlich ins Shin Yip Building verlegt[6]
- Ving Tsun Association, 3 Nullah Road, ⊙ (nahe Nathan Road, im Stadtteil Prince Edward in Nord-Kowloon), Hongkong[7]

Yip Man widmete sein Leben dem Kampf, ob im Wing Chun oder in der Begeisterung für Kampfhunde und -hähne. Yip Man selbst wurde von Weggefährten dennoch immer als ruhig, bescheiden und stets gut gekleidet beschrieben.

## Schüler
Sein wohl berühmtester Schüler war Bruce Lee, der nach Amerika auswanderte und dort auch Elemente des Wing Chun verwendete, um seinen eigenen Stil Jeet Kune Do zu kultivieren.
Weitere Schüler Yip Mans waren unter anderem: Yip Chun und Yip Ching (Yip Mans Söhne), Lo Man-kam (Yip Mans Neffe); Chan Shing (Chris Chan), Chan Wah, Chan Wei-hong, Cheung Cheuk-hing (William Cheung), Chu Song-tin, Hawkins Cheung, Chiu Yau, Ho Kam-ming, Jiu Wan, Viktor Khan, Markus Lam, Lau Kung-shing (Sam Lau), Lee Han, Lee Man, Lee Wing, Lee Wei-chi, Duncan Leung, Leung Sheung, Leung Ting, Lo Bing, Lok Yiu, Moy Yat, Tsui Shan-tin, Wang Kiu, Wong Shun-leung, Yip Bo-ching.
Quelle: Ving Tsun Athletic Association Hong Kong

## Historisches Bildmaterial
Von Yip Man gibt es wenige authentische Aufnahmen. Beispielsweise existiert eine Fotoserie der “Holzpuppenform”, die sich im Besitz von Yip Chun (Ip Chun) befindet und die dieser gemeinsam mit Leung Ting im Buch “116 WingTsun Holzpuppentechniken” veröffentlichte. Zwei Wochen vor Yip Mans Tod wurden weitere Aufnahmen gemacht, welche ihn beim Praktizieren der Formen “Siu Nim Tao” und “Cham Kiu” sowie der “Holzpuppenform” zeigen. Diese Aufnahmen zeigen Yip Man jedoch in einem schlechten gesundheitlichen Zustand. Weitere Aufnahmen sind im Besitz der Familie von Lok Yiu (駱耀 / 骆耀,  Luò Yào, Jyutping Lok3 Jiu6). Lok Yiu war der zweite Schüler Yip Mans in Hongkong und begleitete ihn bis zu dessen Tod. Hierbei entstanden etliche Bildaufnahmen.
In der Leung-Ting-Wing-Tsun-Familie wird berichtet, dass diverse Filmaufnahmen von Yip Man schon 1967 durch Tang Sang gemacht worden sein sollen. Diese Aufnahmen zeigen Yip Man beim Ausüben der drei waffenlosen Formen sowie der “Holzpuppen”- und der “Langstockform”. “Handformen” und “Holzpuppenform” wurden in Lehrvideos von Yip Chun in den 1980er-Jahren veröffentlicht und sind heute sogar bereits auf Youtube zu finden. Ob eine Aufnahme der “Doppelmesserform” existiert, ist allerdings nicht belegt.

## Filme
- Am 29. Dezember 2008 wurde in Hongkong erstmals ein Spielfilm über seine Jahre in Foshan gedreht: Ip Man. Die Hauptrolle spielt Donnie Yen als Yip Man. Höhepunkt des Films ist ein Kampf, der zwischen dem japanischen Kommandeur General Miura und Yip Man zur Zeit des Zweiten Japanisch-Chinesischen Krieges auf dem Marktplatz von Foshan stattgefunden haben soll.

- Am 29. April 2010 wurde mit Ip Man 2 ein Sequel fertiggestellt. Yip Man zieht nach Hongkong und eröffnet eine eigene Wing-Chun-Schule. Dabei muss er sich mit vielen Kung-Fu-Meistern messen, um letztendlich eine Schule eröffnen zu können. Der Endkampf des Films zeigt, wie Yip Man gegen einen britischen Boxer kämpft, um die Ehre Chinas zu retten.

- Am 24. Juni 2010 ist Ip Man Zero, ein Prequel der Ip-Man-Reihe, erschienen, welche die frühen Jahre des jungen Yip Mans zeigt. Die Hauptrolle des Filmes spielt To Yu-hang.

- Am 8. Januar 2013 wurde in China der Film The Grandmaster von Wong Kar-Wai uraufgeführt und eröffnete auch die Berlinale 2013. Der Film zeigt die Chronik von Yip Man ab den 1930ern in Foshan über seine Flucht nach Hongkong nach dem Zweiten Japanisch-Chinesischen Krieg und die Zeit bis zu seinem Tod. Yip Man wird von Tony Leung Chiu-wai gespielt. Im gleichen Jahr erschien außerdem der Film Ip Man – The Final Fight unter der Regie von Herman Yau, in dem Anthony Wong die Titelrolle spielt.

- Am 24. Dezember 2015 bis 2. Februar 2016 erschien der dritte Teil der Ip-Man-Reihe, in dem wieder Donnie Yen den Großmeister verkörpert. Diese Episode erzählt seinen Einsatz für eine örtliche Schule, die durch ausländische Kriminelle bedroht wird, während seine Frau an Krebs erkrankt und sein Kung-Fu-Stil von einem aufstrebenden Rivalen herausgefordert wird.

- Am 20. Dezember 2019 erschien der vierte und letzte Teil der Ip-Man-Reihe, mit Donnie Yen als Großmeister des Wing Chun-Kungfus. Diese Episode erzählt seine Ankunft in den Vereinigten Staaten, wo sein Schüler Bruce Lee in San Francisco eine Kungfu-Schule eröffnet hat und dabei die örtliche Gemeinschaft der Kungfu-Szene in Aufruhr versetzt.[8]